# 俾斯麥 (伊利諾伊州)
俾斯麥（英語：Bismarck）是位於美國伊利諾伊州弗米利恩縣的一個村落。

## 地理
俾斯麥的座標為40°15′45″N 87°36′36″W / 40.26250°N 87.61000°W，而該地最高點為海拔高度208米（即682英尺）。

## 人口
根據2010年美國人口普查的數據，俾斯麥的面積為1.93平方千米，當中陸地面積為1.93平方千米，而水域面積為0.00平方千米。當地共有人口579人，而人口密度為每平方千米300人。